# Tom Plant
Thomas (Tom) John Plant (6 november 1957) is een voormalig Amerikaans langebaanschaatser.
Tom Plant heeft een korte schaatscarrière gekend met als hoogtepunten deelname aan de Winterspelen van 1980 in Lake Placid en een bronzen medaille op het wereldkampioenschap sprint van 1980 in West Allis, beide evenementen vonden plaats in de Verenigde Staten.

## Persoonlijke records
| Afstand    | Tijd     | Datum            | Baan       |
| ---------- | -------- | ---------------- | ---------- |
| 500 meter  | 38,66    | 9 februari 1980  | West-Allis |
| 1000 meter | 1.16,03  | 13 januari 1980  | Davos      |
| 1500 meter | 1.58,73  | 19 januari 1980  | Davos      |
| 1500 meter | 4.27,41  | 8 januari 1980   | Oslo       |
| 1500 meter | 7.30,14  | 20 januari 1980  | Davos      |
| 1500 meter | 16.30,94 | 30 december 1979 | West-Allis |

## Resultaten
| Jaar | Olympische Spelen | WK Allround | WK Sprint | WK Junioren |
| ---- | ----------------- | ----------- | --------- | ----------- |
| 1978 |                   |             |           | NC19        |
| 1979 |                   |             | 10e       |             |
| 1980 | 17e 1500m         | NC21        | Brons     |             |

NC# = niet gekwalificeerd voor de laatste afstand, maar wel als # geklasserd in de eindrangsschikking

### Medaillespiegel
| kampioenschap | Goud | Zilver | Brons |
| ------------- | ---- | ------ | ----- |
| WK Sprint     | 0    | 0      | 1     |